# Symon Petliura
Symon Vasylyovych Petliura (tiếng Ukraina: Си́мон Васи́льович Петлю́ра; tiếng Nga: Симон Пѣтлюра; 22 tháng 5 [lịch cũ 10 tháng 5] năm 1879 – 25 tháng 5 năm 1926) là một chính trị gia, nhà báo, tướng lĩnh và nhà dân tộc chủ nghĩa người Ukraina. Ông là Tổng tư lệnh tối cao của Quân đội Nhân dân Ukraina (UNA) và lãnh tụ kháng chiến của Cộng hòa Nhân dân Ukraina trong Cách mạng dân tộc Ukraina (1917-1921), một phần của Nội chiến Nga.
Petliura đi theo chủ nghĩa xã hội và chủ nghĩa dân tộc Ukraina từ thời trẻ, ông ủng hộ chúng trong sự nghiệp nhà báo thành công của mình. Sau Cách mạng Tháng Hai năm 1917, Cộng hòa Nhân dân Ukraina được tuyên bố thành lập và Petliura được bầu làm người đứng đầu quân đội. Đến cuối năm 1918, Petliura tham gia tổ chức một cuộc nổi dậy và lật đổ chế độ Quốc gia Ukraina, khôi phục Cộng hòa. Ông trở thành lãnh đạo của Đốc chính vào đầu năm 1919, sau khi Bolshevik xâm chiếm Ukraina và đẩy UNA đến Galicia. Petliura do vậy liên minh với Ba Lan của Józef Piłsudski. Ba Lan chiến thắng trước Liên Xô nhưng Ukraina vẫn nằm dưới quyền kiểm soát của Liên Xô, buộc Petliura phải sống lưu vong. Ban đầu, ông chỉ đạo chính phủ lưu vong từ Ba Lan, nhưng cuối cùng định cư tại Paris.
Trong Nội chiến, UNA chịu trách nhiệm về cái chết của hàng chục nghìn thường dân Do Thái và vai trò của Petliura trong các cuộc tàn sát là một chủ đề gây tranh cãi. Năm 1926, Petliura bị ám sát tại Paris bởi một người theo chủ nghĩa vô chính phủ Do Thái Sholem Schwarzbard, người đã mất người thân trong các cuộc tàn sát.

## Sự nghiệp trước 1917
Symon Petliura sinh ngày 22 tháng 5 [lịch cũ 10 tháng 5] năm 1879 tại một khu ngoại ô của Poltava (khi đó là một phần của Đế quốc Nga), Symon Petliura là con trai của Vasyl Pavlovych Petliura và Olha Oleksiyivna (họ gốc Marchenko), có nguồn gốc Cossack. Cha ông là một cư dân thành phố Poltava, từng sở hữu một doanh nghiệp vận tải; mẹ ông là con gái của một  tư tế tu đạo Chính thống giáo. Petliura được giáo dục ban đầu tại các trường giáo khu, và có kế hoạch trở thành một linh mục Chính thống giáo.
Petliura theo học tại Chủng viện Chính thống giáo Nga tại Poltava từ năm 1895 đến năm 1901. Tại đây ông gia nhập hội Hromada vào năm 1898. Đến khi tư cách thành viên Hromada của ông bị phát hiện vào năm 1901, ông bị trục xuất khỏi chủng viện. Năm 1900, Petliura gia nhập Đảng Cách mạng Ukraina (RUP). Năm 1902, trước nguy cơ bị bắt giữ, ông chuyển đến Yekaterinodar tại Kuban, tại đây ông làm việc trong hai năm - ban đầu là giáo viên và sau đó là nhân viên lưu trữ cho Quân đoàn Cossack Kuban giúp sắp xếp hơn 200.000 tài liệu. Vào tháng 12 năm 1903, ông bị bắt vì tổ chức một chi nhánh RUP tại Yekaterinodar, và xuất bản các bài báo chống sa hoàng trên báo chí Ukraina bên ngoài Đế quốc Nga (tại Lemberg/Lviv của Galicia do Áo kiểm soát). Được tại ngoại vào tháng 3 năm 1904, ông chuyển đến Kyiv một thời gian ngắn rồi đến Lviv.
Tại Lviv, Petliura sống dưới cái tên Sviatoslav Tagon, làm việc cùng với Ivan Franko và Volodymyr Hnatiuk với tư cách là biên tập viên cho tạp chí Literaturno-Naukovyi Vistnyk ("Người đưa tin khoa học văn chương"), Hiệp hội khoa học Shevchenko và là một đồng biên tập của báo Volya. Ông cũng đóng góp nhiều bài báo cho báo chí tiếng Ukraina tại Galicia.
Vào cuối năm 1905, sau khi chính quyền tuyên bố ân xá toàn quốc, Petliura quay trở lại Kyiv một thời gian ngắn, nhưng nhanh chóng chuyển đến thủ đô Petersburg của Nga để xuất bản nguyệt san dân chủ-xã hội Vil'na Ukrayina ("Ukraine tự do") cùng với Prokip Poniatenko và Mykola Porsh. Sau khi cơ quan kiểm duyệt Nga đóng cửa tạp chí này vào tháng 7 năm 1905, ông quay trở lại Kyiv, nơi ông làm việc cho tờ báo Rada ("Hội đồng"). Năm 1907–09, ông trở thành biên tập viên của tạp chí văn học Slovo (Слово, "Thế giới") và đồng biên tập tờ Ukrayina (Україна, "Ukraina").
Do chính quyền Đế quốc Nga đóng cửa các ấn phẩm này, Petliura một lần nữa phải chuyển khỏi Kyiv. Ông đến Moskva vào năm 1909, ông làm kế toán tại đó trong một thời gian ngắn. Ở đó vào năm 1910, ông kết hôn với Olha Bilska (1885–1959), hai người có một con gái là Lesia (1911–1942). Từ năm 1912 đến tháng 5 năm 1917, ông là đồng biên tập của tạp chí tiếng Nga có ảnh hưởng Ukrayinskaya Zhizn (Cuộc sống Ukraina).

## Báo chí và ấn phẩm
Là biên tập viên của nhiều tạp chí và tờ báo, Petliura đã xuất bản hơn 15.000 bài báo chỉ trích, bài phê bình, truyện và thơ với khoảng 120 bút danh. Tác phẩm phong phú của ông bằng cả tiếng Nga và tiếng Ukraina đã giúp định hình tư duy của người dân Ukraina trong những năm dẫn đến Cách mạng ở cả miền Đông và miền Tây Ukraina. Quan hệ thư từ phong phú của ông đã mang lại lợi ích to lớn khi Cách mạng nổ ra vào năm 1917, vì ông có các mối quan hệ trên khắp Ukraina.
Vì ngôn ngữ Ukraina đã bị cấm chỉ tại Đế quốc Nga theo lệnh Ems Ukaz năm 1876, Petliura nhận thấy có nhiều quyền tự do hơn để xuất bản các bài báo hướng về Ukraina tại Saint Petersburg hơn là tại Ukraina. Tại đây, ông xuất bản tạp chí Vilna Ukrayina (Вільна Україна, "Ukraina độc lập") cho đến tháng 7 năm 1905. Tuy nhiên, các nhà kiểm duyệt của Sa hoàng đã đóng cửa tạp chí này và Petliura chuyển về Kyiv.
Tại Kyiv, Petliura đầu tiên làm việc cho Rada. Năm 1907, ông trở thành biên tập viên của tạp chí văn học Slovo. Ngoài ra, ông còn đồng biên tập tạp chí Ukrayina.
Năm 1909, những ấn phẩm này bị cảnh sát Đế quốc Nga đóng cửa, và Petliura chuyển về Moskva để xuất bản. Ở đó, ông là đồng biên tập của tạp chí tiếng Nga Ukrayinskaya Zhizn để người dân địa phương làm quen với tin tức và văn hóa của cái được gọi là Malorossia (Tiểu Nga). Ông là tổng biên tập của ấn phẩm này từ năm 1912 đến năm 1914.
Tại Paris, Petliura tiếp tục cuộc đấu tranh giành độc lập của Ukraina với tư cách là một nhà báo. Năm 1924, Petliura trở thành biên tập viên và nhà xuất bản của tạp chí hàng tuần Tryzub ("Đinh ba"). Ông đã đóng góp cho tạp chí này bằng nhiều bút danh khác nhau, bao gồm V. Marchenko và V. Salevsky.

## Cách mạng Ukraina

### Vươn lên quyền lực
Vào tháng 5 năm 1917, Petliura tham dự Đại hội đại biểu binh sĩ toàn Ukraina lần thứ nhất được tổ chức tại Kyiv với tư cách là đại biểu. Vào ngày 18 tháng 5, ông được bầu làm người đứng đầu Ủy ban Tổng Quân sự Ukraina, ngày nay được coi là mốc sáng lập cuối cùng của Bộ Quốc phòng Ukraina hiện đại. Với tuyên bố của Hội đồng Trung ương Ukraina vào ngày 28 tháng 6 năm 1917, Petliura trở thành Bí thư (Bộ trưởng) Quân sự đầu tiên.
Không đồng ý với đường lối chính trị của Chủ tịch Tổng Ban bí thư lúc bấy giờ là Volodymyr Vynnychenko, Petliura rời chính phủ và trở thành người đứng đầu Haidamaka Kish, một tổ chức quân sự của Sloboda Ukraina (ở Kharkiv). Vào tháng 1 đến tháng 2 năm 1918, Haidamaka Kish buộc phải quay lại để bảo vệ Kyiv trong Cuộc khởi nghĩa tại Xưởng vũ khí Kyiv và để ngăn chặn Hồng vệ binh Bolshevik chiếm thủ đô.
Sau Nổi dậy Quốc gia Hetman (28 tháng 4 năm 1918), chính quyền Skoropadsky  đã bắt giữ Petliura và tống giam ông trong 4 tháng tại Bila Tserkva.
Petliura tham gia cuộc nổi dậy chống Quốc gia Hetman vào tháng 11 năm 1918 và trở thành thành viên của Đốc chính Ukraina với tư cách là Chỉ huy trưởng Lực lượng Quân sự. Sau khi Kyiv thất thủ (tháng 2 năm 1919) và Vynnychenko rời khỏi Ukraina, Petliura trở thành lãnh đạo của Đốc chính vào ngày 11 tháng 2 năm 1919. Với tư cách là người đứng đầu Quân đội và Nhà nước, ông tiếp tục chiến đấu chống lại cả quân Bolshevik và Bạch vệ tại Ukraina trong mười tháng sau đó.

### 1919
Cùng với bùng nổ chiến sự giữa Ukraina và nước Nga Xô viết vào tháng 1 năm 1919, và với việc Vynnychenko di cư, Petliura cuối cùng đã trở thành nhân vật hàng đầu trong Đốc chính. Trong mùa đông đầu năm 1919, quân đội Petliura đã mất phần lớn Ukraina (bao gồm cả Kyiv) vào tay những người Bolshevik và đến ngày 6 tháng 3 thì chuyển đến Podolia. Vào mùa xuân năm 1919, ông dập tắt được một cuộc đảo chính do Volodymyr Oskilko lãnh đạo, người đã chứng kiến Petliura hợp tác với những người theo chủ nghĩa xã hội như Borys Martos. Trong suốt năm đó, Petliura tiếp tục bảo vệ nền cộng hòa non trẻ trước các cuộc xâm lược của những người Bolshevik, Bạch vệ của Anton Denikin và quân đội Ba Lan-Romania. Vào mùa thu năm 1919, hầu hết các lực lượng Bạch vệ của Denikin đã bị đánh bại — tuy nhiên trong lúc đó, những người Bolshevik đã phát triển để trở thành lực lượng thống trị tại Ukraina.

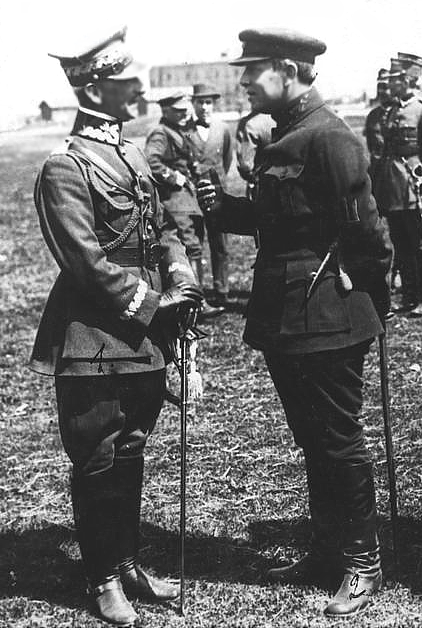
Tướng quân Ba Lan Antoni Listowski à Symon Petliura tại Berdychiv trong Cuộc tấn công Kyiv

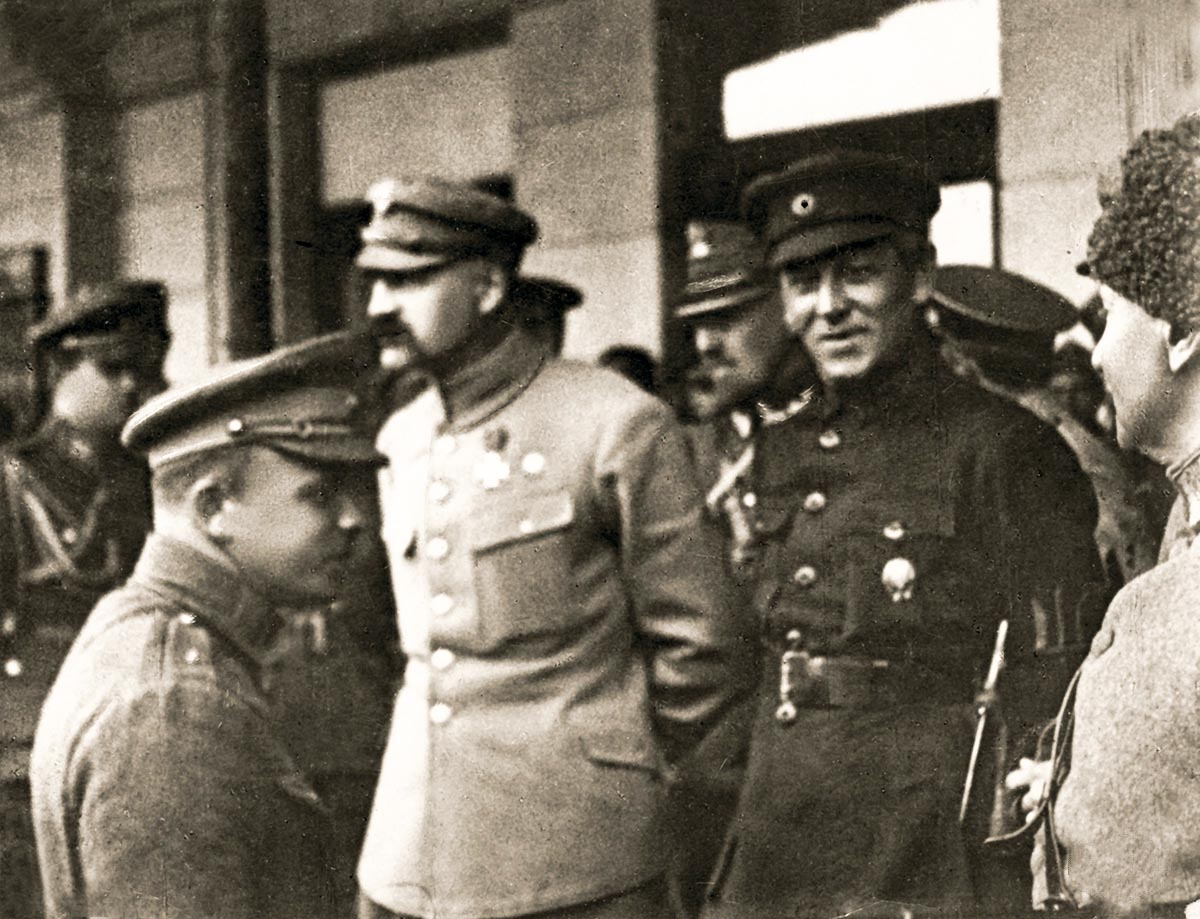
Józef Piłsudski và Symon Petliura tại Kyiv, tháng 5 năm 1920

### 1920
Vào ngày 5 tháng 12 năm 1919, Petliura rút về Ba Lan, quốc gia này trước đó đã công nhận ông là người đứng đầu chính phủ hợp pháp của Ukraina. Vào tháng 4 năm 1920, với tư cách là người đứng đầu Cộng hòa Nhân dân Ukraina, ông đã ký một liên minh tại Warszawa với chính phủ Ba Lan, đồng ý về biên giới trên sông Zbruch và công nhận quyền của Ba Lan đối với Galicia để đổi lấy viện trợ quân sự nhằm lật đổ chế độ Bolshevik. Quân Ba Lan được tăng cường bởi tàn quân của Petliura (khoảng hai sư đoàn), đã tấn công Kyiv vào ngày 7 tháng 5 năm 1920, một bước ngoặt của cuộc Chiến tranh Ba Lan-Bolshevik 1919–21. Sau những thành công ban đầu, quân của Piłsudski và của Petliura phải rút lui về sông Vistula và thủ đô Ba Lan Warszawa. Quân đội Ba Lan cuối cùng đánh bại người Bolshevik Nga, nhưng Hồng quân vẫn ở lại các vùng của Ukraina và do đó người Ukraina không thể đảm bảo nền độc lập của họ. Petliura chỉ đạo các công việc của chính phủ lưu vong Ukraina từ Tarnów thuộc Tiểu Ba Lan, và khi chính phủ Liên Xô ở Moskva yêu cầu dẫn độ Petliura khỏi Ba Lan, người Ba Lan đã dàn dựng "sự biến mất" của ông, bí mật chuyển ông từ Tarnów đến Warszawa.

### Sau cách mạng
Nước Nga Bolshevik kiên trì yêu cầu giao nộp Petliura. Được bảo vệ bởi một số bạn bè và đồng nghiệp Ba Lan, chẳng hạn như Henryk Józewski, với việc thành lập Liên bang Xô viết vào ngày 30 tháng 12 năm 1922, Petliura vào cuối năm 1923 rời Ba Lan đến Budapest, rồi Wien, Genève và cuối cùng định cư tại Paris vào đầu năm 1924. Tại đây ông đã thành lập và biên tập tờ báo tiếng Ukraina Tryzub.

## Thúc đẩy bản sắc văn hóa Ukraina
Trong thời gian làm lãnh đạo Đốc chính, Petliura đã tích cực ủng hộ văn hóa Ukraina ở cả Ukraina và cộng đồng người Ukraina hải ngoại.
Petliura bắt đầu việc trao tặng danh hiệu "Nghệ sĩ nhân dân Ukraina" cho các nghệ sĩ có đóng góp đáng kể cho nền văn hóa Ukraina. Một giải thưởng có tiêu đề tương tự đã được tiếp tục sau một thời gian gián đoạn đáng kể dưới chế độ Xô viết. Trong số những người đã nhận được giải thưởng này có người chơi kobza mù Ivan Kuchuhura-Kucherenko.
Ông cũng nhận thấy giá trị của việc giành được sự ủng hộ và công nhận của quốc tế đối với nghệ thuật Ukraina thông qua trao đổi văn hóa. Đáng chú ý nhất, Petliura đã tích cực hỗ trợ công việc của các nhà lãnh đạo văn hóa như biên đạo múa Vasyl Avramenko, nhạc trưởng Oleksander Koshetz và nghệ sĩ ban nhạc Vasyl Yemetz, để cho phép họ đi ra quốc tế và thúc đẩy nhận thức về văn hóa Ukraina. Koshetz đã tạo ra ban nhạc Nhà nguyện Cộng hòa Ukraina và đưa họ đi lưu diễn quốc tế, tổ chức các buổi hòa nhạc ở Châu Âu và Châu Mỹ. Một trong những buổi hòa nhạc của họ đã truyền cảm hứng cho George Gershwin viết bài "Summertime", dựa trên bài hát ru "Oi Khodyt Son Kolo Vikon" Cả ba nhạc sĩ sau đó di cư sang Hoa Kỳ.

## Cuộc sống lưu vong
Tại Paris, Petliura chỉ đạo các hoạt động của chính phủ Cộng hòa Quốc gia Ukraina lưu vong. Ông ra mắt tờ Tryzub hàng tuần, đồng thời tiếp tục biên tập và viết nhiều bài báo dưới nhiều bút danh khác nhau, tập trung vào các câu hỏi liên quan đến áp bức dân tộc tại Ukraina. Những bài báo này đã được viết với một sự tinh tế văn học. Vấn đề về nhận thức dân tộc thường có ý nghĩa quan trọng trong tác phẩm văn học của ông.
Các bài viết của Petliura có tác động đáng kể đến việc định hình nhận thức dân tộc của người Ukraina vào đầu thế kỷ 20. Ông đã xuất bản các bài báo và tài liệu quảng cáo dưới nhiều bút danh khác nhau, bao gồm V. Marchenko, V. Salevsky, I. Rokytsky và O. Riastr.

## Ám sát

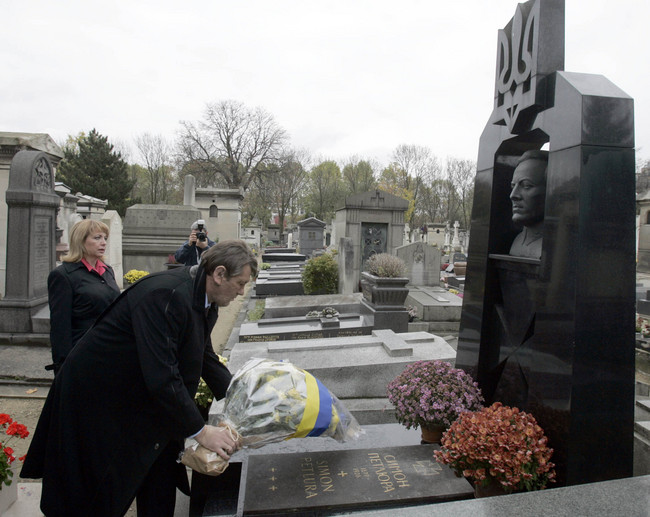
Tổng thống Ukraina Viktor Andriyovych Yushchenko và phu nhân đặt hoa viếng mộ phần của Symon Petliura tại Paris, 2005

Vào ngày 25 tháng 5 năm 1926, lúc 14:12 giờ cạnh hiệu sách Gibert, Petliura đang đi bộ trên Rue Racine gần Đại lộ Saint-Michel của Khu phố Latinh ở Paris và bị Sholom Schwartzbard tiếp cận. Schwartzbard hỏi ông bằng tiếng Ukraina, "Ông có phải là Ngài Petliura không?" Petliura không trả lời mà giơ cây gậy chống lên. Schwartzbard rút súng, tuyên bố và bắn ông năm lần. Trốn tránh một đám đông đang cố gắng trả thù cho Petliura, Schwartzbard đầu thú với cảnh sát với một mảnh giấy ghi: "Tôi đã giết Petliura để trả thù cho cái chết của hàng nghìn nạn nhân pogrom ở Ukraina, những người đã bị quân của Petliura tàn sát còn ông không thực hiện bất kỳ bước đi nào để ngăn chặn những vụ thảm sát này." Cơ quan Điện báo Do Thái tường thuật vào ngày 27 tháng 5 năm 1926 rằng "các băng đảng pogrom" của Petliura chịu trách nhiệm giết hàng chục nghìn người Do Thái.
Schwartzbard là một người theo chủ nghĩa vô chính phủ gốc Do Thái, sinh ra tại Ukraina. Có thông tin cho rằng Schwartzbard đã nói với nhà lãnh đạo vô chính phủ nổi tiếng Nestor Makhno tại Paris rằng anh ta bị bệnh nan y và sắp chết và anh ta sẽ đưa Petliura đi cùng; Makhno cấm Schwartzbard làm như vậy.
Lời bào chữa cốt lõi tại phiên tòa xét xử Schwartzbard là - theo như luật gia nổi tiếng Henri Torres đã trình bày - rằng anh ta đang báo thù cho cái chết của hơn 50.000 nạn nhân Do Thái của các cuộc tàn sát, trong khi bên công tố (cả hình sự và dân sự) cố gắng chứng minh rằng Petliura không chịu trách nhiệm về các cuộc tàn sát và Schwartzbard là một đặc vụ của Liên Xô. Sau một phiên tòa kéo dài tám ngày, bồi thẩm đoàn đã tuyên trắng án cho Schwartzbard.
Petliura được chôn cất cùng vợ và con gái tại Cimetière du Montparnasse ở Paris.
Hai chị gái của Petliura là các nữ tu Chính thống giáo vẫn ở lại Poltava, họ đã bị NKVD (cảnh sát mật của Liên Xô) bắt và xử bắn vào năm 1928.

## Di sản

### Ukraina

Tượng bán thân Petliura tại Rivne

Sau khi Liên Xô tan rã vào năm 1991, các kho lưu trữ bị hạn chế trước đây của Liên Xô đã cho phép nhiều chính trị gia và nhà sử học xem xét vai trò của Petliura trong lịch sử Ukraina. Một số người nhìn nhận ông là anh hùng dân tộc đấu tranh cho nền độc lập của Ukraina. Một số thành phố, bao gồm thủ đô Kyiv và thành phố Poltava nơi ông sinh ra đã dựng tượng đài cho Petliura, với một khu phức hợp bảo tàng cũng được lên kế hoạch tại Poltava. Bức tượng của Petliura được khánh thành tại Vinnytsia vào tháng 10 năm 2017, đã bị Đại hội Do Thái Thế giới lên án là đáng xấu hổ và đáng trách . Để đánh dấu kỷ niệm 80 năm ngày ông bị ám sát, một ấn bản gồm 12 tập về các bài viết của ông, bao gồm các bài báo, thư từ và tài liệu lịch sử, đã được Đại học Taras Shevchenko và Cục Lưu trữ Nhà nước Ukraina xuất bản tại Kyiv. Năm 1992 tại Poltava, một loạt các buổi đọc truyện được gọi là "Petlurivski chytannia" đã trở thành một sự kiện thường niên và kể từ năm 1993, chúng diễn ra hàng năm tại Đại học Kyiv.
Vào tháng 6 năm 2009, Hội đồng thành phố Kyiv đã đổi tên phố Comintern (nằm ở Quận Shevchenkivskyi) thành phố Symon Petliura  để kỷ niệm 130 năm ngày sinh của ông.
Ở Ukraina hiện tại, Petliura không được tôn vinh nhiều như Mykhailo Hrushevsky (người đóng một vai trò nhỏ hơn nhiều trong Cộng hòa Nhân dân Ukraina) vì Petliura quá gắn bó với bạo lực để có thể trở thành một nhân vật biểu tượng tốt. Trong một cuộc thăm dò năm 2008 về "Những người Ukraina nổi tiếng mọi thời đại", Petliura đã không được nhắc đến (Hrushevsky đứng ở vị trí thứ sáu trong cuộc thăm dò này). Trong dự án truyền hình năm 2008 Velyki Ukraïntsi ("Những người Ukraina vĩ đại nhất") ông xếp thứ 26.
Cháu trai của Symon Petliura là Stepan Skrypnyk trở thành Thượng phụ Mstyslav của Giáo hội Chính thống Ukraina vào ngày 6 tháng 6 năm 1990.
Vào tháng 12 năm 2022, thành phố Izium vừa được giải phóng (từ quân Nga) quyết định đổi tên phố Maxim Gorky thành phố Symon Petliura.

### Người Ukraina hải ngoại
Đối với một phần của cộng đồng người Tây Ukraina hải ngoại, Petliura được nhớ đến như một anh hùng dân tộc, một người đấu tranh cho nền độc lập của Ukraina, một người tử vì đạo, người đã truyền cảm hứng cho hàng trăm nghìn người đấu tranh cho một quốc gia Ukraina độc lập. Ông đã truyền cảm hứng cho âm nhạc nguyên bản, và các tổ chức thanh niên.

### Bát hát dân gian Ukraina
Trong cuộc cách mạng, Petliura đã trở thành chủ đề của nhiều bài hát dân gian, chủ yếu với tư cách là một anh hùng kêu gọi người dân của mình đoàn kết chống lại sự áp bức của ngoại bang. Tên của ông trở nên đồng nghĩa với lời kêu gọi tự do. 15 bài hát đã được ghi lại bởi nhà dân tộc học K. Danylevsky. Trong các bài hát, Petliura được miêu tả là một người lính, theo cách tương tự như Robin Hood, chế giễu Skoropadsky và Hồng vệ binh Bolshevik.
Tin tức về vụ ám sát Petliura vào mùa hè năm 1926 được đánh dấu bằng nhiều cuộc nổi dậy ở miền đông Ukraina, đặc biệt là ở Boromlia, Zhehailivtsi, (tỉnh Sumy), Velyka Rublivka, Myloradov (tỉnh Poltava), Hnylsk, Bilsk, Kuzemyn và dọc theo sông Vorskla từ Okhtyrka đến Poltava, Burynia, Nizhyn (tỉnh Chernihiv) và các thành phố khác. Những cuộc nổi dậy này đã bị chính quyền Xô viết bình định một cách tàn bạo. Các kobzar mù Pavlo Hashchenko và Ivan Kuchuhura Kucherenko đã sáng tác một duma (sử thi) để tưởng nhớ Symon Petliura. Cho đến nay, Petliura là chính trị gia Ukraina hiện đại duy nhất có một duma được tạo thành và hát để tưởng nhớ ông. Duma này đã trở nên phổ biến trong giới kobzar ở Ukraine tả ngạn và cũng được hát bởi Stepan Pasiuha, Petro Drevchenko, Bohushchenko và Chumak.
Liên Xô cũng cố gắng miêu tả Petliura thông qua nghệ thuật để làm mất uy tín của nhà lãnh đạo dân tộc Ukraina. Một số bài hát hài hước đã xuất hiện, trong đó Petliura được miêu tả là một người ăn xin lang thang có lãnh thổ duy nhất là dưới toa tàu của anh ta. Một số vở kịch như Nước cộng hòa trên các bánh xe của Yakov Mamontov và vở opera Shchors của Boris Liatoshinsky và Xưởng vũ khí của Georgy Maiboroda miêu tả Petliura dưới góc độ tiêu cực, như một tên tay sai bán đứng miền Tây Ukraina cho Ba Lan, thường sử dụng những giai điệu rất giống nhau từng trở nên phổ biến trong cuộc đấu tranh giành độc lập Ukraina vào năm 1918.
Petliura tiếp tục được người Ukraina miêu tả trong các bài hát dân gian của họ theo cách tương tự như Taras Shevchenko và Bohdan Khmelnytsky. Ông được ví như mặt trời chợt tắt.

### Tiếng Anh
- (bằng tiếng Anh) Symon Petliura, Yevhen Konovalets, Stepan Bandera - Three Leaders of Ukrainian Liberation Movement murdered by the Order of Moscow (audiobook).
- Biography of Petliura on website of the Ukrainian government
- Petliura site in Poltava (Documents, articles and photographs)
- "Petlura Trial". Time. ngày 7 tháng 11 năm 1927. Bản gốc lưu trữ ngày 14 tháng 4 năm 2005. Truy cập ngày 9 tháng 8 năm 2008. (Time magazine on the Petlura trial)
- Turning the pages back...May 25, 1926[liên kết hỏng] (Ukrainian Weekly account of shooting of Petliura)
- Review of books on Petliura[liên kết hỏng]
- Review of Henry Abramson's A Prayer for the Government: Ukrainians and Jews in Revolutionary Times
- The Odyssey of the Petliura Library and the Records of the Ukrainian National Republic during World War II
- "Petlura, Simon". Tân Bách khoa toàn thư Collier. 1921.

### Ngôn ngữ khác
- "Symon Petliura. Facts against myths" by Alik Gomelsky.
- "Unknown Symon Petliura: history of an interview," Zerkalo Nedeli (Mirror Weekly), July 7–13, 2001. Available online in Russian and in Ukrainian.
- "A Belated Idealist," Zerkalo Nedeli (Mirror Weekly), May 22–28, 2004. Available online in Russian and in Ukrainian.
- "Symon Petliura as opponent of Jewish pogroms," Zerkalo Nedeli (Mirror Weekly), July 25–31, 1996. Available online in Russian.
- Article published in the "Archives of the Ukrainian Security Service" on Petlura and the GPU re his assassination based on recently discovered materials from the vaults of the Ukrainian Security Service in Ukrainian.
- Symon Petliura in opposition to Jewish Pogroms (in Russian)
- Petliura web site in Poltava Web site of documents pertaining to Symon Petliura in Ukrainian, Russian and English.
- Các bài báo về  Symon Petliura tại Cục Lưu trữ Báo chí Thế kỷ 20 của ZBW